# Alfred N. Poyneer
 Alfred N. Poyneer (* 29. Juli 1831 in Connecticut; † 28. August 1897 in Montour, Iowa) war ein US-amerikanischer Politiker. Zwischen 1890 und 1892 war er Vizegouverneur des Bundesstaates Iowa.

## Werdegang
Über die Jugend und Schulausbildung von Alfred Poyneer ist nichts überliefert. Zu einem nicht überlieferten Zeitpunkt kam er nach Montour in Iowa, wo er eine Farm erwarb und bewirtschaftete. Gleichzeitig schlug er als Mitglied der Republikanischen Partei eine politische Laufbahn ein. Für einige Zeit gehörte er dem Senat von Iowa an.
Im Jahr 1889 wurde Poyneer an der Seite von Horace Boies zum Vizegouverneur von Iowa gewählt. Dieses Amt bekleidete er zwischen 1890 und 1892. Dabei war er Stellvertreter des Gouverneurs und Vorsitzender des Staatssenats. Nach seiner Zeit als Vizegouverneur ist Alfred Poyneer politisch nicht mehr in Erscheinung getreten. Er starb am 28. August 1897 in Montour im Tama County.